# Manuel Flores Leon Guerrero

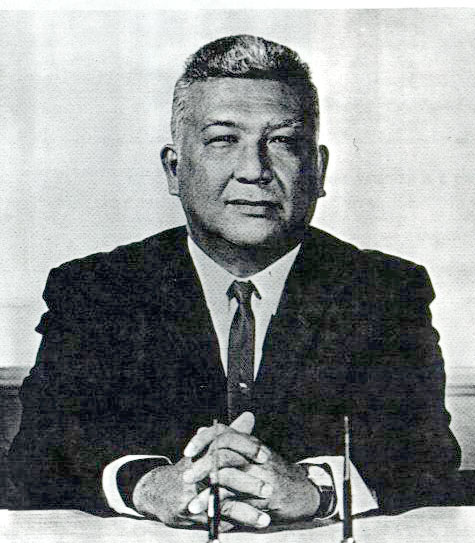
Manuel Flores Leon Guerrero

Manuel Flores Leon Guerrero (* 29. Oktober 1914 in Hagåtña, Guam; † 9. Oktober 1985) war ein US-amerikanischer Politiker. Zwischen 1962 und 1969 war er Gouverneur von Guam.

## Werdegang
Manuel Guerrero wuchs in seiner Heimat auf. Seit 1930 arbeitete er für die von der US Navy geführte Verwaltung des US-Außengebietes Guam. Während der Besatzung durch die Japaner im Zweiten Weltkrieg wurde er von diesen zeitweise interniert und zur Zwangsarbeit gezwungen. Wenn er gerade einmal auf freiem Fuß war, unterstützte er seine Familie durch Arbeit in der Landwirtschaft. Nach dem Krieg begann er als Mitglied der Demokratischen Partei eine politische Laufbahn. Zwischen 1948 und 1950 gehörte er der territorialen Legislative an. Dabei war er Vorsitzender des Finanzausschusses. Danach bekleidete er verschiedene Regierungsämter, ehe er von Gouverneur Bill Daniel zum Secretary of State von Guam ernannt wurde.
Nach dem Rücktritt Daniels musste Guerrero entsprechend den gesetzlichen Bestimmungen am 15. Dezember 1962 das Amt des Gouverneurs kommissarisch übernehmen. Nachdem sein Krisenmanagement mit den Folgen eines Taifuns sehr gut war, wurde er von Präsident John F. Kennedy zum regulären Gouverneur ernannt. Später wurde er vom neuen Präsidenten Lyndon B. Johnson in diesem Amt bestätigt. Eines der Hauptanliegen von Gouverneur Guerrero war die Tourismusförderung, für die er sich erfolgreich einsetzte. Er blieb bis zum 30. Juni 1969 im Amt.
Im Jahr 1970 wurden erstmals Wahlen für das Amt des Gouverneurs von Guam ausgeschrieben. Bis dahin waren diese Amtsträger vom US-Präsidenten ernannt worden. Bei diesen Wahlen kandidierte Guerrero erfolglos in den Vorwahlen seiner Partei. Danach ist er politisch nicht mehr in Erscheinung getreten. Er starb am 9. Oktober 1985.